# Ligidium denticulatum
Ligidium denticulatum là một loài chân đều trong họ Ligiidae. Loài này được Shen miêu tả khoa học năm 1949.